# Talleres 2 x 2 Independiente (1978)
Talleres 2 x 2 Independiente foi uma partida de futebol, disputada em 25 de janeiro de 1978, válida como o 2º jogo da Final do Campeonato Nacional Argentino de 1977. Disputada no Estadio La Boutique, em Córdoba, a partida tornou-se notória por conta do enredo que ocorreu durante os 90 minutos regulamentares, ganhando a alcunha de "A Maior Façanha do Futebol Argentino".
Conforme consta no livro "El Partido Rojo", o escritor Claudio Gómez, conta que uma vitória do Talleres era bem vista pelo general Menéndez, que vislumbrava que o triunfo do time local contra o gigante da capital renderia a popularidade necessária para resolver o problema pessoal que mantinha com outro chefe militar: Jorge Rafael Videla.

## Antecedentes
Neste campeonato, estava valendo a Regra do gol fora.
Ficha Técnica do Primeiro Jogo
| 1º Jogo da Final | 1º Jogo da Final                                 | 1º Jogo da Final | 1º Jogo da Final | 1º Jogo da Final      | 1º Jogo da Final |
| Equipe Local | Resultado                                        | Equipe Visitante | Estádio          | Data                  |                  |
| --- | ------------------------------------------------ | --- | ---------------- | --------------------- | ---------------- |
| Independiente | 1 - 1                                            | Talleres (C) | La Doble Visera  | 21 de janeiro de 1978 |                  |
| Rigante; Villaverde y O. Pérez; Pagnanini, Galván y Trossero; Arrieta (Britez), Larrosa, Outes, Bochini y Magallanes. | Gols: ST: Trossero 60' (pen); Cherini 65' (pen). | Guibaudo; Galván y Bordón; Astudillo, Ludueña y Binello; Bocanelli, Reinaldi (Syeyyguil), Bravo, Valencia y Cherini. |                  |                       |                  |

## A Partida
Grande parte do que aqui está escrito consta no livro "El Partido Rojo", de autoria de Claudio Gómez.
Aos 29 do primeiro tempo, Norberto Outes, de cabeça, tira o zero do placar e colocA o Independiente em vantagem E foi assim que terminou o primeiro tempo: Talleres 0 x 1 Independiente.
No segundo tempo, aos 15 min, o árbitro Roberto Barbeiro assinala um pênalti polêmico para o Talleres: Chierini cobra e empatou. Aos 29, Bocanelli, do Talleres, marca um gol de mão, mas o árbitro valida o gol. Indignados, os jogadores do Independiente partem pra cima do juiz. O meio-campo Rubén Galván chegou a dizer para o árbitro; “Tenho dois filhos e isso me dá vergonha. Expulse-me.” Tomou cartão vermelho por isso. Ainda nesta mesma confusão, o árbitro expulsa mais dois jogadores do Independiente; o defensor Enzo Tossero, que quase agrediu o árbitro - e por isso pegou um gancho de 135 dias - e Omar Larrosa.
Revoltados, os jogadores do Independiente ameaçaram abandonar o campo. Julio Grondona, então presidente do clube, intercede. O técnico José Omar Pastoriza, então, decide tomar as rédeas da situação. Primeiro acompanhando os indignados expulsos até a entrada do túnel de acesso aos vestiários. Em seguida, chamando os seus jogadores e dizendo: “Vão lá, sejam homens, joguem e ganhem”.
Precisando empatar a partida para ficar com o título, e mesmo com 8 jogadores em campo, o técnico José Omar Pastoriza faz duas substituições, colocando jogadores de características ofensivas; Daniel Bertoni, que ainda se recuperava de uma lesão, e Mariano Biondi.
Faltando sete minutos para o final da partida, Bochini faz o que parecia impossível para um time que jogava fora de casa e com 8 homens em campo: empata a partida, num chute seco e potente.
Esse gol de empate garantiu o título do Campeonato Argentino de 1977 ao Independiente.
Em 2016, Enzo Tossero, um dos 3 expulsos neste jogo, disse o seguinte ao periódico El Gráfico: “houve muitos protestos de forma veemente, mas nunca insultei. Entrou Pastoriza a nos acalmar, porque nós queríamos retirar o time. Dizem que desceu também Julio Grondona para evitar. Tivemos que ir ao vestiário e tratávamos de ver pela janela. Ao entrar no vestiário, El Negro Galván deu um soco na porta de vidro a machucou toda a mão. Foi raro, porque o Talleres tinha um timaço, eram 11 contra 8, e perderam vários gols, porque um queria brilhar mais que o outro”.
Ficha Técnica do 2º Jogo
| 25 de janeiro de 1978 | Talleres                          | 2 – 2                      | Independiente           | Estadio La Boutique, Cordoba  |
|                       | Cherini 60' (pen) · Bocanelli 74' | Reportagem (em castelhano) | Outes 29' · Bochini 83' | Árbitro: ARG Roberto Barbeiro |

| |  |  |  |
| Guibaudo; Galván, Ocaño; Astudillo, Ludueña, Binello; Bocanelli, Reinaldi (Syeyyguil), Bravo, Valencia, Cherini. |  |  |  |

| |  |  |  |
| Rigante; Villaverde, O. Pérez; Pagnanini, Galván 74',Trossero 76'; Britez (Biondi), Larrosa 76', Outes, Bochini, Magallanes (Bertoni). |  |  |  |

## Pós Jogo
- A frase “Vayan, sean hombres... jueguen y ganen” (em português, “Vão lá, sejam homens, joguem e ganhem”) virou uma bandeira presente em todos os jogos, desde então, do Independiente.[5]